# سالسا (موسیقی)
سالسا نام یکی از سبک‌های موسیقی مردم آمریکای لاتین می‌باشد.

## منشأ سالسا
گفته می‌شود که سالسا قدمتی حدود سیصد سال دارد. این سبک که در بسیاری از کشورهای آمریکای لاتین رواج دارد، از کشور کوبا سرچشمه گرفته‌است. موسیقی و رقص سالسا به وسیله مهاجران پورتوریکویی که در ابتدای قرن بیستم تا سال ۱۹۳۰ به نیویورک مهاجرت کردند به آمریکا معرفی شد و پس از آن شهرت و محبوبیتی جهانی یافت.

## شهرت سالسا و افراد معروف این سبک
فیلم‌های آمریکایی نقش زیادی در آشنایی مردم سایر کشورهابا فرهنگ و موسیقی کوبا به ویژه با موسیقی و رقص سالسا داشته‌اند.
مارک آنتونی (خواننده), آهنگساز و بازیگر پورتوریکویی - آمریکایی، بهترین خواننده سبک سالسا می‌باشد.